# 寶雲山
寶雲山（英語：Bowen Hill）是香港香港島中部的一個山峰，山峰約高320米，位於約為金鐘南方對上位置，近山頂處被山頂道及甘道環繞，西面為馬己仙峽及歌賦山，東面則為灣仔峽及金馬倫山。山峰因其北部山腰的寶雲道而得名，除了寶雲道之外，其北麓約海拔200米處建有荷蘭灣徑。

## 歷史
香港日治時期的佔領地日治政府為紀念陣亡的日軍而興建的紀念塔香港忠靈塔遺址（今金馬倫大廈）位於該山的山頂，但因金馬倫大廈之名，加上以前金馬倫山所指範圍亦包括寶雲山，坊間不少人士會將此山誤以為是現今的金馬倫山。

## 參照
1. ↑  BeeMedia. . AM730 香港免費派發的報紙 (Online Edition of am730).   [2022-04-02]. （原始内容存档于2021-04-28）.
2. ↑  . skypost.ulifestyle.com.hk.   [2022-04-02] （中文）.[]